# وانگ هوی‌یوان
وانگ هوی‌یوان (چینی: 王会元؛ زادهٔ ) یک بازیکن تنیس روی میز اهل جمهوری خلق چین است. 
وی در مسابقات کشوری و بین‌المللی در مجموع برنده ۲ مدال طلا، ۴ مدال برنز شده‌است.